# Svatá Ludmila
Svatá Ludmila (cca 860 – 15. září 921, hradiště Tetín) byla manželkou prvního historicky doloženého Přemyslovce, knížete Bořivoje I., matkou knížete Vratislava I., babičkou sv. Václava a chronologicky první českou svatou.
Svatá Ludmila je jedním z hlavních předků českých panovníků i českých královen. Během jejího života byly položeny základy ke christianizaci Čech a také základy moci Přemyslovců. Její život byl popsán v řadě legend o české historii v 9. a 10. století.

## Život

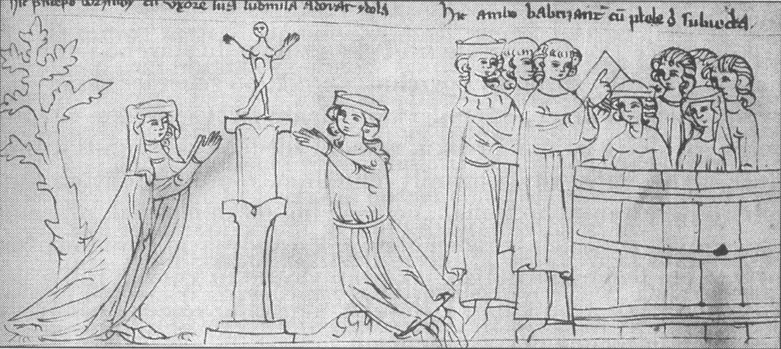
Bořivoj s Ludmilou, perokresba v Liber depictus, před r. 1350

O původu Ludmily existují dvě verze, podle Kristiánovy legendy byla dcerou Slavibora, pšovského knížete, což bylo staré označení Mělníka. Podle staroslověnské legendy pocházela ze srbské země. V raném mládí byla vychována jako pohanka, jež přinášela oběti slovanským bohům.

### Sňatek s Bořivojem I.
Přemyslovci zřejmě v této době nebyli jediným důležitým rodem v Čechách. Snad díky podpoře velkomoravských knížat, ale především postupným budováním mocenského postavení si ovšem získali pozici nejvýznamnějšího rodu. Přemyslovci ovládali středočeský prostor a mocenskými výboji jejich vliv sílil. Jediná dvě jistěji doložená mocenská centra známe jen z prostoru jižních a severozápadních Čech.
Je pravděpodobné, že postupná eliminace knížecích rodů v Čechách neprobíhala pouze s pomocí násilí. Roli sehrávala i sňatková politika, jejímž příkladem je sňatek Ludmily a Bořivoje. Do manželství Ludmila vstoupila asi jako čtrnáctiletá či patnáctiletá v roce 874 nebo 875.
Roku 875 se narodil nejstarší syn knížecího páru Spytihněv. Ludmila porodila během přibližně čtrnácti let manželství nejméně šest dětí (tři syny a tři dcery – nejsou započítáni případní potomci, kteří zemřeli v kojeneckém věku a které prameny neuváděly). Jména jsou však známa pouze u dvou jejích synů: Spytihněva (875–915) a Vratislava (cca 888–921), z nichž oba později dosedli na knížecí stolec.

### Kněžna

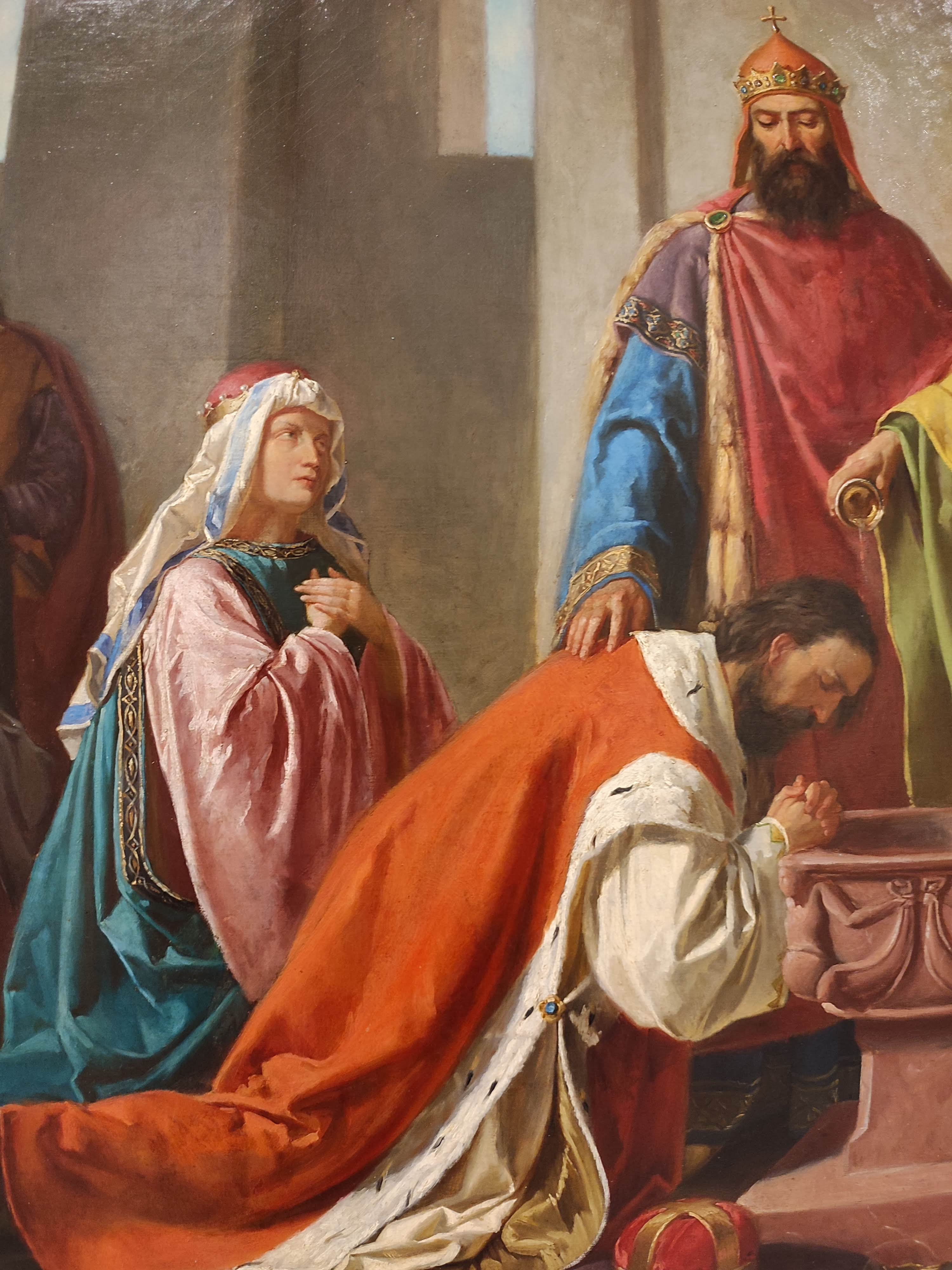
Karel Javůrek: Svatá Ludmila s Bořivojem při křtu (detail)

Během Ludmilina života se staly převratné události, které měly podstatný vliv na vznik české státnosti. Jednou z těch klíčových bylo přijetí křesťanství. Se svým manželem Bořivojem I. přijali roku 882 křest na Moravě přímo z rukou slovanského věrozvěsta, arcibiskupa Metoděje. Podle legend pokřtil Metoděj o něco později rovněž Ludmilu v Čechách. Přijetí křesťanství umožnilo Přemyslovcům získat politickou převahu a nadvládu nad ostatními kmenovými knížaty v Čechách.
Předpokládá se, že po smrti svého manžela neodešla do ústraní, jaký byl zvykový úděl vdov, ale účastnila se veřejného dění, čímž se zasloužila o přechod vlády na své syny, kteří byli v době úmrtí svého otce ještě nedospělí. Čechy spadaly krátký čas pod přímou vládu velkomoravského knížete Svatopluka.
Nástup Spytihněva I. na knížecí stolec se časově přibližně překrýval se skonem Svatopluka někdy v roce 894. Poté se rodící český stát odpoutal od Velké Moravy a začal se orientovat na východofranskou říši, především na Bavorsko.

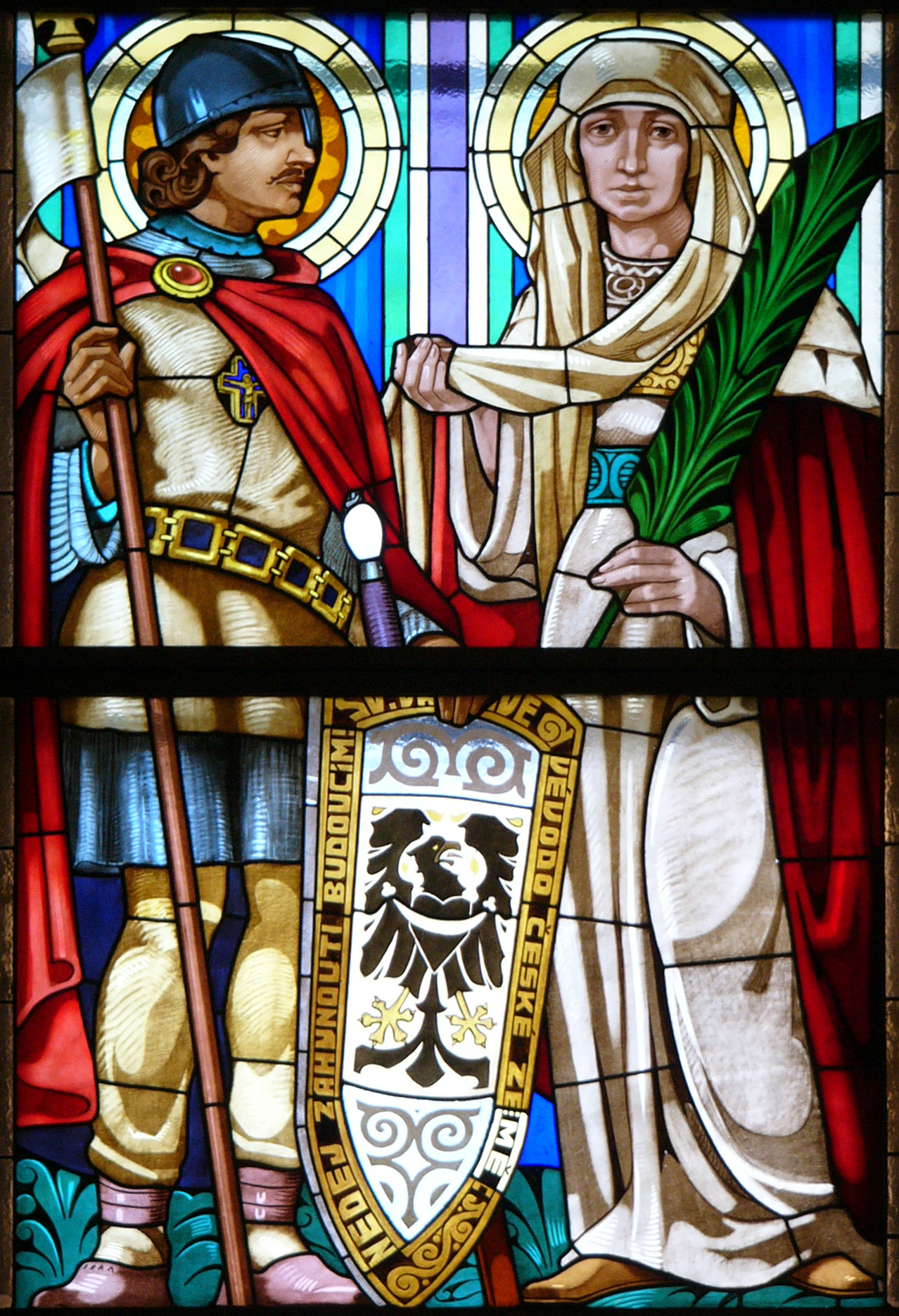
Svatá Ludmila a její vnuk svatý Václav v kostele svatého Cyrila a Metoděje v Olomouci. Idealizované zobrazení, neboť v době smrti Ludmily bylo Václavovi asi 14 let

V roce 915 kníže Spytihněv zemřel a jeho nástupcem se stal mladší bratr Vratislav I. Ještě za života svého syna Vratislava vychovávala své vnuky Václava a Boleslava. Po smrti Vratislava v roce 921 pravděpodobně kmenové shromáždění rozhodlo o rozdělení moci mezi Ludmilu a její snachu Drahomíru. Do Ludmiliny péče byla nadále svěřena výchova budoucího knížete, Drahomíra jej naopak měla do doby jeho nástupu zastupovat.

### Spor s Drahomírou a úmrtí
Konflikt mezi oběma ženami snad souvisel s vývojem mezinárodní situace, kdy se moc přesouvala z bavorského vévodství na Sasko. V roce 921 bavorský vévoda Arnulf uznal východofranský královský titul Jindřicha I. Ptáčníka a tím také prakticky uznal přesun moci do Saska. Čechy, které do této doby stály na straně Bavorska, se znepokojením sledovaly agresivní politiku vůči Srbům na severozápadě, se musely rozhodnout, jakou politiku nadále sledovat.

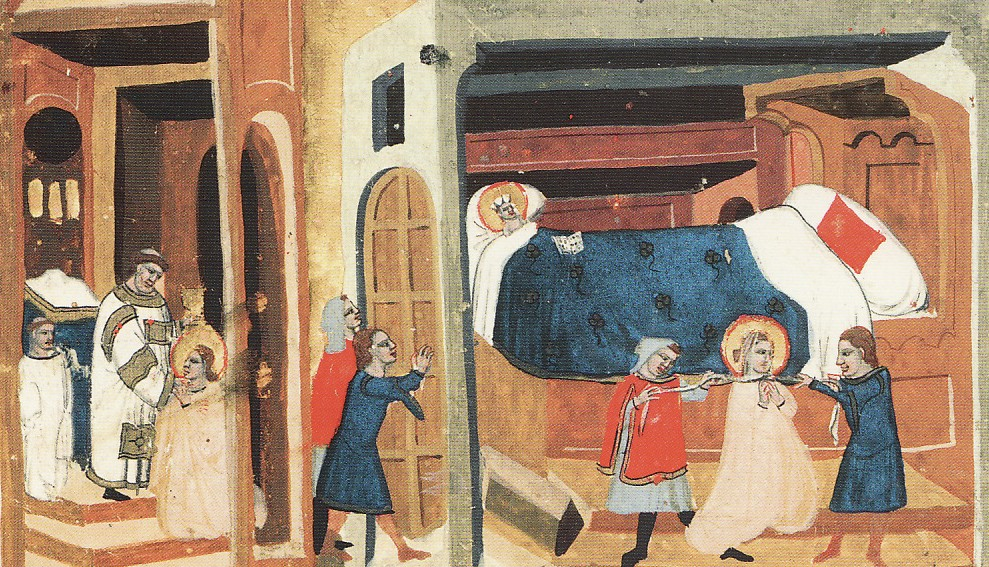
Tunna a Gomon vyrážejí dveře a škrtí svatou Ludmilu šálou. Pak andělé odnášejí její tělo na nebesa. Vyobrazení z latinského překladu Dalimilovy kroniky, asi 30. léta 14. stol.

Je pravděpodobné, že Drahomíra ze Stodor se spíše zasazovala o spolupráci se Saskem i přes riziko omezení relativně nezávislého postavení Čech, Ludmila pravděpodobně věřila spíše v další orientaci na Bavorsko, byť oslabené. Podle historika Dušana Třeštíka měl Ludmilu přemluvit kněz Pavel, aby prosadila podrobení Čech spojenectví bavorského vévody Arnulfa a východofranského krále Jindřicha I. Politický konflikt byl podle legendy Fuit in provincia Boemorum završen vraždou Ludmily dne 15. září 921 na hradišti Tetín. (Nebo 16. září – slaven její svátek, první zmínky v kalendáři olomouckého biskupa Jindřicha Zdíka z roku 1137.) Historikové uvádějí, že Ludmila byla uškrcena (podle legendy vlastním závojem; snaha o to, aby nebyla svatořečena a nebyla prolita její krev mečem) Tunnou a Gommonem (jejichž jména uvádí Kristiánova legenda), patrně Varjagy. Použili ke svému činu šálu, která se později stala symbolem svaté Ludmily.

## Úcta
Drahomíra poté nad místem smrti Ludmily vybudovala chrám sv. Michala (podle legend proto, aby zázraky, které se po její smrti na místě skonu děly, nebyly přičítány Ludmile, ale světci, kterému byl chrám zasvěcen). Roku 925 nechal mladý kníže Václav přenést její ostatky z Tetína do Prahy, do kostela sv. Jiří poblíž knížecího sídla.
Roku 1142, při přestavbě svatojiřského kostela, pražský biskup Ota nedovolil hýbat s jejími ostatky bez souhlasu papeže. Tato zpráva demonstruje význam a rozšířenost jejího kultu ve 12. století. V roce 1143 či 1144 tehdejší papežský legát v Čechách a na Moravě, kardinál Guido de Castello (pozdější papež Celestýn II.), potvrdil úctu k sv. Ludmile, a tyto roky jsou tak brány jako oficiální roky jejího svatořečení.

### V písemnictví
- Kristiánova legenda (Legenda Christiani. Vita et passio sancti Wenceslai et sancte Ludmile ave eius.)
- Crescente fide Passio s. Venceszlai incipiens verbis Crescente fide christiana.
- Utrpení Ludmily Mučednice – Fuit in Provincia Bohemorum
- Gumpoldova legenda
- Factum est

### Ve výtvarném umění

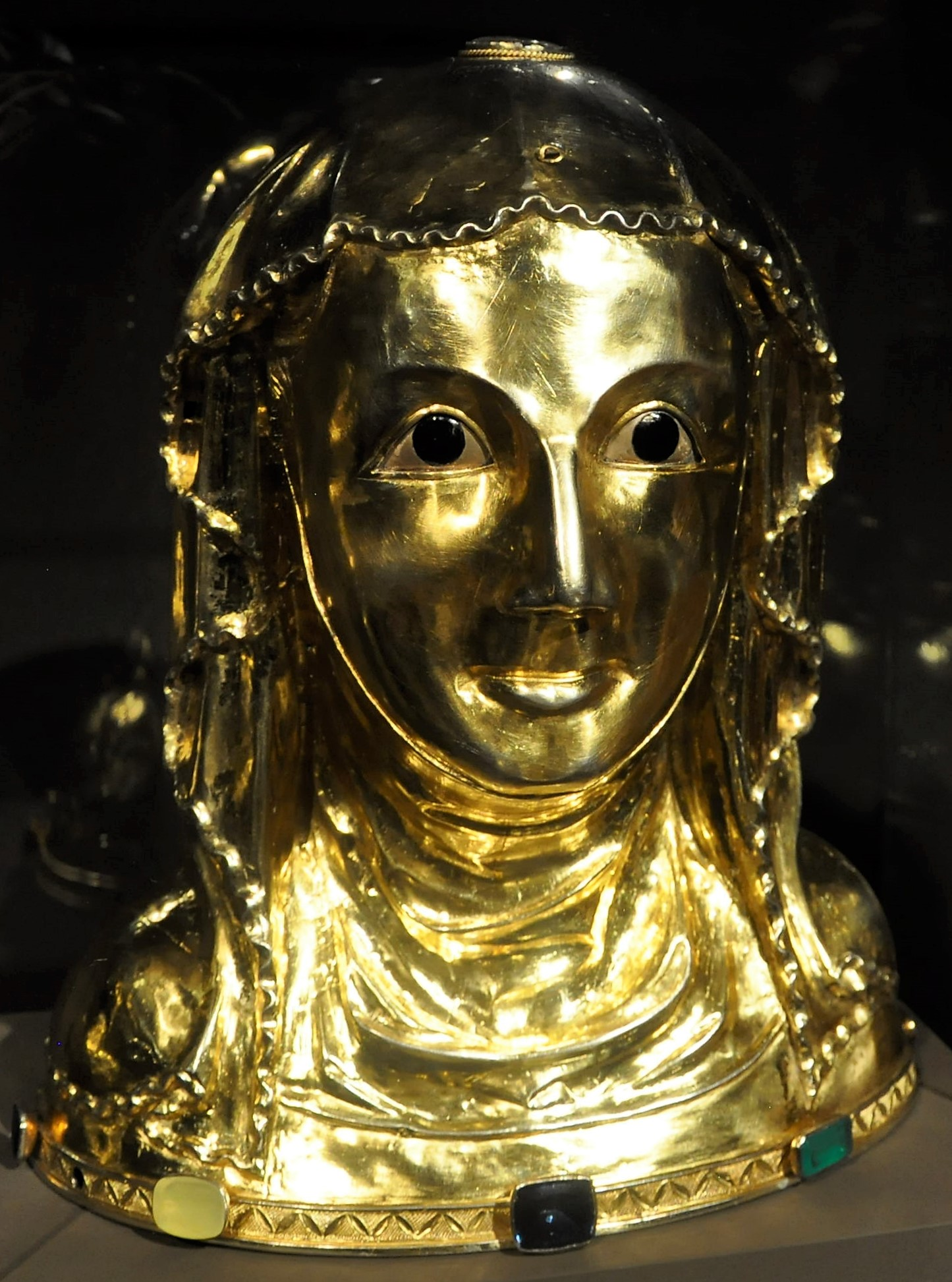
Relikviářová busta svaté Ludmily

Ludmila bývá zobrazována v knížecím šatě s šálem či závojem, příp. provazem kolem krku, který přidržuje (symbolizuje způsob usmrcení). Někdy bývá zobrazena s boleslavským paládiem, sv. Václavem, kterého učí číst. Méně často jak ji křtí Metoděj.
- Iluminované rukopisy: Zlomek Dalimilovy kroniky, Velislavova bible
- Relikviářová busta svaté Ludmily (na lebku světice) ze zlaceného stříbra, součást Svatovítského pokladu
- Relikviářová paže sv. Ludmily
- Schodištní cyklus (nástěnná malba) na hradě Karlštejně
- Deska Mistra Theodorika s malbou a relikvií v rámu, Kaple Sv. Ostatků na hradě Karlštejně
- Kamenná tumba sv. Ludmily s reliéfem ležící světice – v bazilice svatého Jiří na Pražském hradě
- Veraikon svatovítský – mezi světci malovanými na rámu – součást Svatovítského pokladu
- Gotický deskový oltářní obraz z Dubečka – mezi světci stojící sv. Ludmila – v Národní galerii v Praze
- Barokní socha sv. Ludmily, zlacená dřevořezba, František Preiss, 1699, hlavní loď katedrály sv. Víta v Praze
- Svatý Václav a svatá Ludmila při mši, olejomalba Františka Tkadlíka – v Národní galerii v Praze
- Svatá Ludmila, pomocnice chudých – olejomalba Josefa Vojtěcha Hellicha
- Bazilika svaté Ludmily v Praze na Královských Vinohradech
- Zavraždění sv. Ludmily, mramorová socha od Emanuela Maxe, v kapli sv. Ludmily, katedrála sv. Víta v Praze
- Socha stojící sv. Ludmily, součást pomníku svatého Václava v Praze na Václavském náměstí – J. V. Myslbek

### V hudbě
- Svatá Ludmila – oratorní dílo Antonína Dvořáka na libreto Jaroslava Vrchlického (1885-1886)
- Křest svaté Ludmily – oratorium Petra Fialy na text Zuzany Novákové-Renčové[8] (1992)
- Pramáti Ludmila – kantáta z cyklu České nebe Jana Zástěry na text Marie Dolistové (2017)
- Nádech věčnosti – oratorium Jana Zástěry (2021)[9]
- Ludmila!!! Rodinný dýchánek – muzikálové oratorium Jiřího Najvara a Jana Matouška (2021)

### Ocenění
- Šál svaté Ludmily. Ocenění udělované Římskokatolickou farností u kostela svaté Ludmily na Královských Vinohradech.

## Zajímavosti
Přímým potomkem svaté Ludmily je kardinál Christoph Schönborn, arcibiskup vídeňský.